# Heterocope caspia
Heterocope caspia is een eenoogkreeftjessoort uit de familie van de Temoridae. De wetenschappelijke naam van de soort is voor het eerst geldig gepubliceerd in 1897 door Sars G.O..